# Route 325 (Nouvelle-Écosse)
Pour les articles homonymes, voir Route 325.
La route 325 est une route secondaire de la Nouvelle-Écosse d'orientation ouest-est située dans le sud-ouest de la province, reliant notamment Bridgewater à Mahone Bay. Elle est une route moyennement empruntée sur l'entièreté de son tracé.

## Tracé
La route 325 débute à Colpton, sur la route 208. Elle se dirige vers le sud-est pendant 15 kilomètres, puis elle croise la route 210 à Newcombville. Elle entre ensuite dans Bridgewater après avoir croisé la route 103 à sa sortie 13. Elle devient ensuite la rue Victoria alors qu'elle traverse Bridgewater, puis traverse la rivière LaHave avant de croiser les routes 331, 3 et 10. Elle devient ensuite la rue Aberdeen, puis suit la route 103 en étant située juste au sud. Elle traverse ensuite Blockhouse, où elle croise la route 324, puis elle se termine sur la route 3, à Mahone Bay.
La 325 est moyennement empruntée entre Bridgewater et Mahone Bay, puisque c'est un raccourci. En effet, les automobilistes peuvent prendre cette route au lieu de suivre la route 3, qui effectue une boucle vers Lunenburg. Il permet de sauver 16 kilomètres, et 10 minutes en temps.

## Communautés traversées

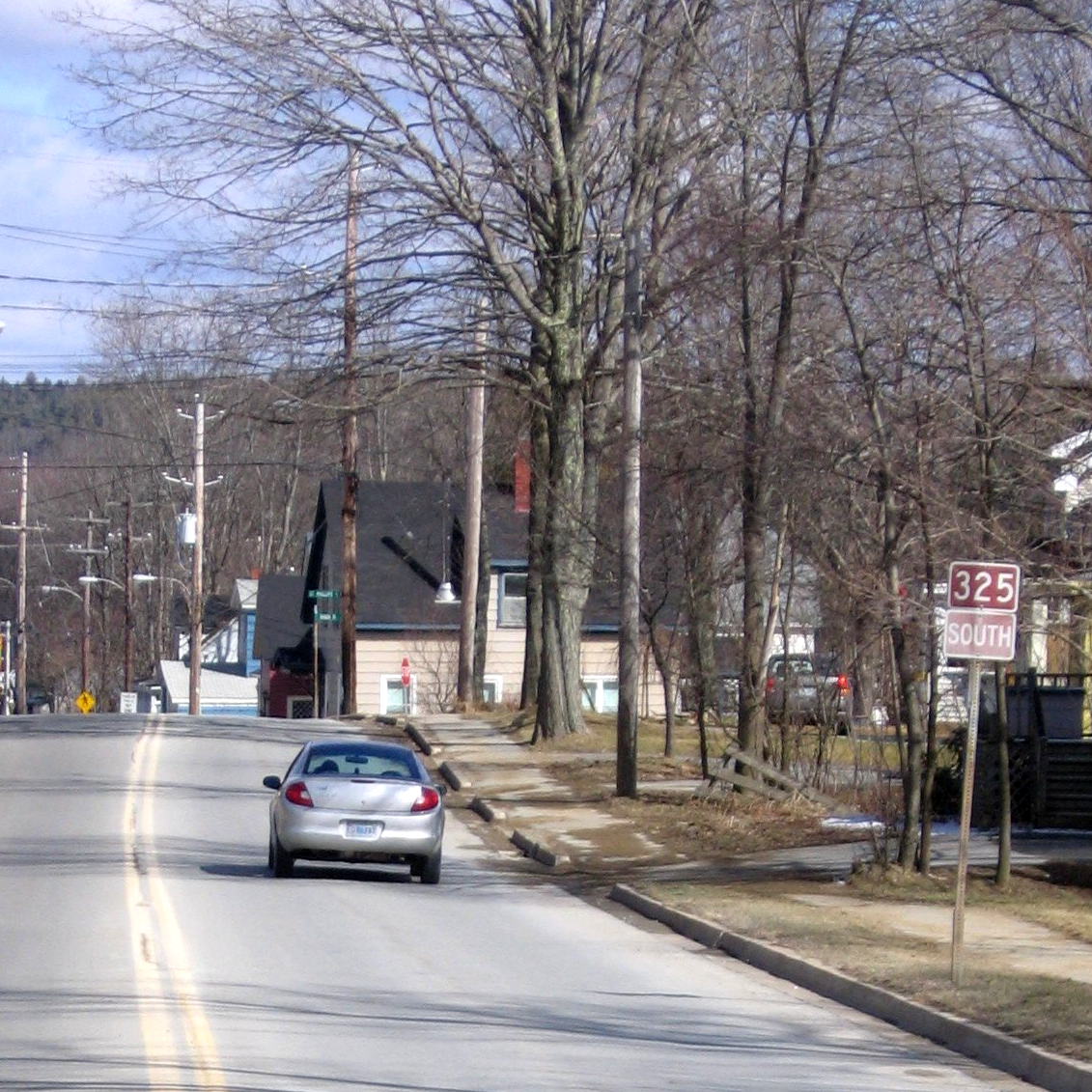
La 325 dans Bridgewater

1. Colpton
2. West Clifford
3. Bakers Settlement
4. Newcombville
5. Wileville
6. Bridgewater
7. Oak Hill
8. Whynotts Settlement
9. Maitland
10. Blockhouse
11. Mahone Bay